# Hyperolius bolifambae
Espèce
Synonymes
- Hyperolius erythropus Laurent, 1943

Statut de conservation UICN

 LC  : Préoccupation mineure
Hyperolius bolifambae est une espèce d'amphibiens de la famille des Hyperoliidae.

## Répartition
Cette espèce se rencontre jusqu'à 600 m d'altitude, :
- dans l'extrême sud-est du Nigeria,
- dans le sud du Cameroun,
- dans le sud-ouest de la République centrafricaine.

Elle pourrait être présente en Guinée équatoriale, au Gabon, en République du Congo et en République démocratique du Congo.

## Étymologie
Son nom d'espèce lui a été donné en référence à son lieu de découverte, "Bach an der Faktorei Bolifamba" près du mont Cameroun.

## Publication originale
- Mertens, 1938 : Herpetologische Ergebnisse einer Reise nach Kamerun. Abhandlungen der Senckenbergischen Naturforschenden Gesellschaft, Frankfurt am Main, vol. 442, p. 1-52.